# 清須市
清須市（日语：／ Kiyosu shi */?）是位於日本愛知縣西北部的城市，轄區位於庄內川下游右岸，其支流五條川及新川以南北向穿過轄區，境內為平原地形，地勢低平。
市名來自于歷史上曾成為織田信長主要據點的清洲城，清洲會議在此舉辦。由於「清州」與「清須」的日文同樣都讀成，在歷史文獻上兩個漢字名稱都曾被使用過，在2005年城市誕生時最終選用了在歷史上較早開始使用的「清須」作為城市的名稱。
著名漫畫家鳥山明長期居住於此。

## 人口
| 清須市人口分布圖 |                                               |  |
| 清須市與日本全國年齡別人口分布比較圖 （2005年資料） | 清須市的年齡、男女別人口分布圖 （2005年資料） |  |
| ■紫色是清須市 ■綠色是全国 | ■藍色是男性 ■紅色是女性                       |  |
| 清須市人口變化 \| 1970年 \| 59,752人 \| \| \| 1975年 \| 61,165人 \| \| \| 1980年 \| 61,138人 \| \| \| 1985年 \| 60,986人 \| \| \| 1990年 \| 61,578人 \| \| \| 1995年 \| 62,738人 \| \| \| 2000年 \| 63,009人 \| \| \| 2005年 \| 63,358人 \| \| \| 2010年 \| 65,841人 \| \| \| 2015年 \| 67,327人 \| \| \| 2020年 \| 67,352人 \| \| |                                               |  |
| 資料來源：日本總務省統計中心提供之人口普查數據 |                                               |  |
| 1970年 | 59,752人                                      |  |
| 1975年 | 61,165人                                      |  |
| 1980年 | 61,138人                                      |  |
| 1985年 | 60,986人                                      |  |
| 1990年 | 61,578人                                      |  |
| 1995年 | 62,738人                                      |  |
| 2000年 | 63,009人                                      |  |
| 2005年 | 63,358人                                      |  |
| 2010年 | 65,841人                                      |  |
| 2015年 | 67,327人                                      |  |
| 2020年 | 67,352人                                      |  |

## 歷史
在市區東側的朝日遺跡為約在西元前兩千年前的聚落遺跡，目前也是已知在日本彌生時代於東海地方規模最大的環濠集落，推測當時人口最多時曾達到一千人。
現在清須市的大部分轄區過去在令制國時代屬於尾張國春日井郡，僅西部地區屬於中島郡和海部郡；「清須」之名最早出現在於14世紀中完成，記載伊势神宫領地資料的文獻《神鳳鈔》；而15世紀歌人萬里集九的作品中也出現了「清洲」的地名。
15世紀初，尾張國守護大名斯波義重在此地北側的中島郡建立下津城作為統治尾張國的中心，接著也在此建立附屬的清洲城作為周邊防禦據點；這些據點後來由守護代織田氏接續管理，但在15世紀中由於織田氏的內亂使得下津城遭到燒毀，清洲城便取代成為尾張國的中心。
不過隨著織田氏分裂為負責尾張上四郡（丹羽郡、葉栗郡、中島郡、春日井郡）的伊勢守家，以及負責尾張下四郡（愛知郡、知多郡、海東郡、海西郡）的大和守家，清洲城成為大和守家的據點，在靠近庄內川處還有其家臣織田藤左衛門家的小田井城；但在16世紀中織田信長崛起後，以大和守家家臣的身分擊敗了大和守家，並以清洲城作為其主要據點繼續向北擴張，最終也擊敗了伊勢守家統一了尾張國。
此後直到1563年織田信長為了進攻美濃國的齋藤氏，才將主要據點自此往北遷移至小牧山城。此期間，織田信長於1562年在此與德川家康締結同盟，此次同盟也因而被稱為「清洲同盟」。
1582年織田信長過世後，其家臣在清洲城召開的政治協商會議因而也被稱為「清洲會議」，此後清洲城曾先後為織田信雄、福島正則、松平忠吉所領有，17世紀進入江戶時代後也以清州成為中心設立了清洲藩，但在德川義直接替松平忠吉後，改在東南側的愛知郡原那古野城位址新建名古屋城後，並執行了清洲越的大規模搬遷，將整個城下町隨之遷移至名古屋城旁，清洲藩同時也被改設為尾張藩，此後清洲城即遭到廢棄，清洲從此也失去的政治中心的地位。
此後的清洲則是作為美濃路上的一個宿場清須宿發展。
直到19世紀末江戶時代結束前，本地都是尾張藩的領地，1871年實施廢藩置縣後改隸屬名古屋縣，1872年的第一次府縣整併隸屬新整併而成的名古屋縣，而名古屋縣在四個月後更名為愛知縣。
1889年日本實施町村制，現在的清須市轄區在當時分屬西春日井郡的西枇杷島町、清洲町、朝田村、一場村、新川村、西堀江村、須口村、寺野村、阿原村、下之鄉村、落合村，以及中島郡的市田村、海東郡的甚目寺村共13個行政區劃。
在1906年愛知縣的町村整併中，除位於東南部的西枇杷島町以外，其餘11個町村被整併為位於南部的新川町、位於中部的清洲町，以及位於北部的春日村，而西部的中島郡市田村則是整併為大里村後，在1909年將其西市場地區分出改併入清洲町。海部郡甚目寺町的廻間、土田、上條地區則是先後在1919年及1943年併入清洲町。
2000年代期間的平成大合併，西枇杷島町、清洲町、新川町合併為清須市，而最北側的春日村先是在1990年改制為春日町後，再於2009年也併入清須市。

### 變遷表
| 1889年10月1日 | 1889年 - 1944年             | 1889年 - 1944年            | 1889年 - 1944年            | 1945年 - 1954年            | 1955年 - 1989年            | 1955年 - 1989年            | 1989年 - 現在              | 1989年 - 現在              | 現在                       |
| ------------- | --------------------------- | -------------------------- | -------------------------- | -------------------------- | -------------------------- | -------------------------- | -------------------------- | -------------------------- | -------------------------- |
| 市田村        | 市田村                      | 1906年5月10日 合併為大里村 | 大里村                     | 大里村                     | 1955年4月15日 合併為稻澤町 | 1958年11月1日 改制為稻澤市 | 1958年11月1日 改制為稻澤市 | 1958年11月1日 改制為稻澤市 | 1958年11月1日 改制為稻澤市 |
| 市田村        | 市田村                      | 1906年5月10日 合併為大里村 | 1909年10月1日 併入清洲町   | 清洲町                     | 清洲町                     | 2005年7月7日 合併為清須市  | 2005年7月7日 合併為清須市  | 2005年7月7日 合併為清須市  | 清須市                     |
| 清洲町        | 清洲町                      | 1906年7月16日 合併為清洲町 | 1906年7月16日 合併為清洲町 | 清洲町                     | 清洲町                     | 2005年7月7日 合併為清須市  | 2005年7月7日 合併為清須市  | 2005年7月7日 合併為清須市  | 清須市                     |
| 朝田村        |                             | 1906年7月16日 合併為清洲町 | 1906年7月16日 合併為清洲町 | 清洲町                     | 清洲町                     | 2005年7月7日 合併為清須市  | 2005年7月7日 合併為清須市  | 2005年7月7日 合併為清須市  | 清須市                     |
| 一場村        |                             | 1906年7月16日 合併為清洲町 | 1906年7月16日 合併為清洲町 | 清洲町                     | 清洲町                     | 2005年7月7日 合併為清須市  | 2005年7月7日 合併為清須市  | 2005年7月7日 合併為清須市  | 清須市                     |
| 西枇杷島町    |                             |                            |                            |                            |                            | 2005年7月7日 合併為清須市  | 2005年7月7日 合併為清須市  | 2005年7月7日 合併為清須市  | 清須市                     |
| 新川村        | 1890年12月17日 改制為新川町 | 1906年4月1日 合併為新川町  | 1906年4月1日 合併為新川町  | 1906年4月1日 合併為新川町  | 1906年4月1日 合併為新川町  | 1906年4月1日 合併為新川町  | 2005年7月7日 合併為清須市  | 2005年7月7日 合併為清須市  | 清須市                     |
| 西堀江村      | 1900年0月28日 合併為桃榮町  | 1906年4月1日 合併為新川町  | 1906年4月1日 合併為新川町  | 1906年4月1日 合併為新川町  | 1906年4月1日 合併為新川町  | 1906年4月1日 合併為新川町  | 2005年7月7日 合併為清須市  | 2005年7月7日 合併為清須市  | 清須市                     |
| 須口村        | 1900年0月28日 合併為桃榮町  | 1906年4月1日 合併為新川町  | 1906年4月1日 合併為新川町  | 1906年4月1日 合併為新川町  | 1906年4月1日 合併為新川町  | 1906年4月1日 合併為新川町  | 2005年7月7日 合併為清須市  | 2005年7月7日 合併為清須市  | 清須市                     |
| 寺野村        |                             | 1906年4月1日 合併為新川町  | 1906年4月1日 合併為新川町  | 1906年4月1日 合併為新川町  | 1906年4月1日 合併為新川町  | 1906年4月1日 合併為新川町  | 2005年7月7日 合併為清須市  | 2005年7月7日 合併為清須市  | 清須市                     |
| 阿原村        |                             | 1906年4月1日 合併為新川町  | 1906年4月1日 合併為新川町  | 1906年4月1日 合併為新川町  | 1906年4月1日 合併為新川町  | 1906年4月1日 合併為新川町  | 2005年7月7日 合併為清須市  | 2005年7月7日 合併為清須市  | 清須市                     |
| 下之鄉村      | 下之鄉村                    | 1906年7月16日 合併為春日村 | 1906年7月16日 合併為春日村 | 1906年7月16日 合併為春日村 | 1906年7月16日 合併為春日村 | 1906年7月16日 合併為春日村 | 1990年4月1日 改制為春日町  | 2009年10月1日 併入清須市   | 清須市                     |
| 落合村        |                             | 1906年7月16日 合併為春日村 | 1906年7月16日 合併為春日村 | 1906年7月16日 合併為春日村 | 1906年7月16日 合併為春日村 | 1906年7月16日 合併為春日村 | 1990年4月1日 改制為春日町  | 2009年10月1日 併入清須市   | 清須市                     |

## 交通

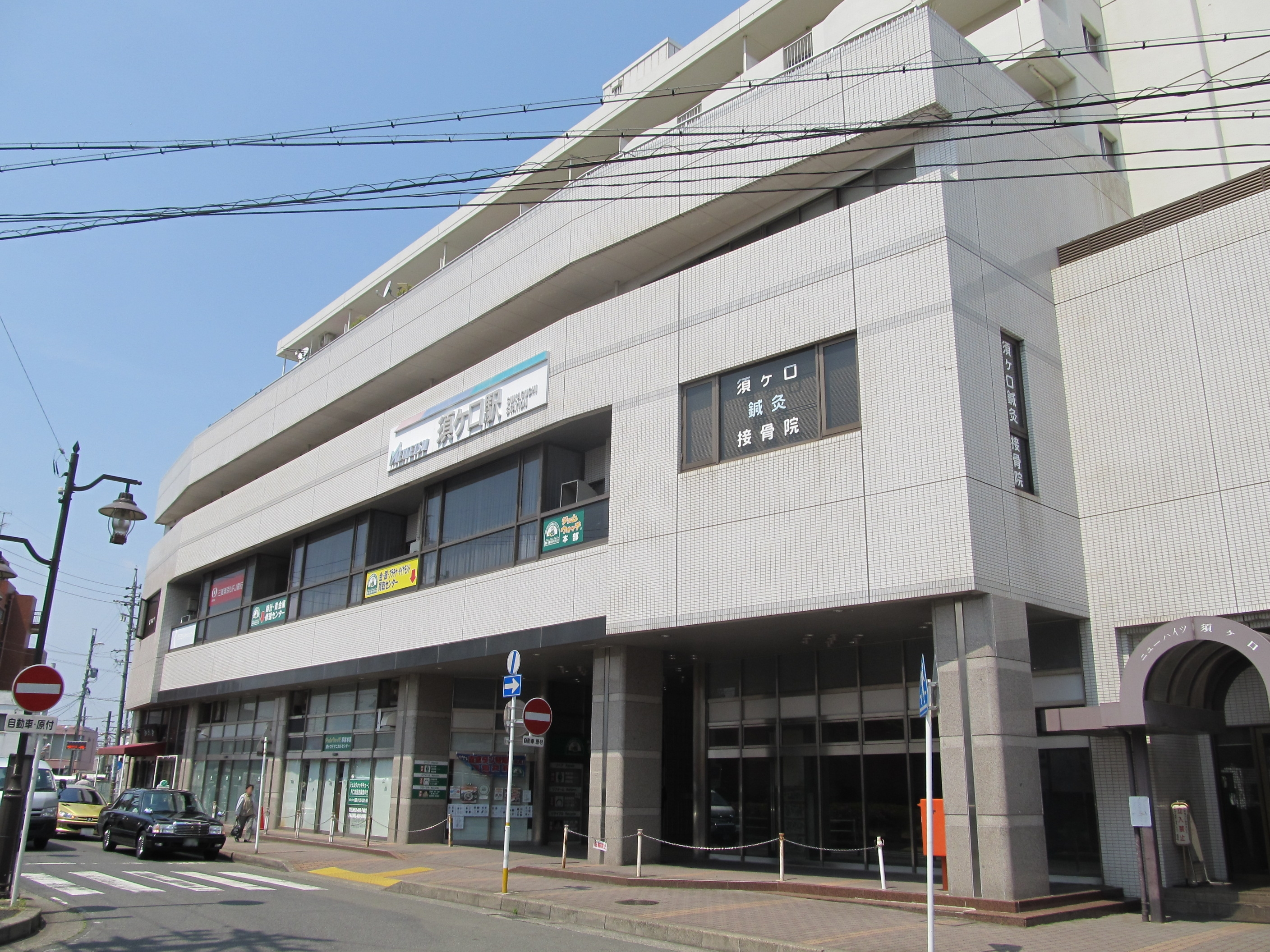
市內的主要車站－須口車站

東海旅客鐵道的東海道本線及名古屋鐵道的名古屋本線都以西北－東南方向貫穿清須市，經由這兩條鐵路都可在約十分鐘抵達名古屋車站；東海道旅客鐵道旗下的东海交通事业城北线是自枇杷島車站岔出，往北轉往東進入名古屋市西區及春日井市，名古屋鐵道的犬山線及津島線也是在轄內分出，分別往北往西進入鄰近區域。
公路有名古屋第二環狀自動車道、名古屋高速6號清須線、名古屋高速16號一宮線三條高速公路在轄內東側的清洲系統交流道交會。
市內的客運主要由市政府委託經營的清須足輕巴士負責，分別以南部的市政府及北部的義津屋清洲店為中心，可連結市內大部分區域。

### 鐵路
- 東海旅客鐵道
  - 東海道本線：（←名古屋市） - 枇杷島車站 - （稻澤市→）
  - 東海道新幹線：（←名古屋市） - （通過轄區但未設置車站） - （稻澤市→）
- 名古屋鐵道
  - 名古屋本線：（←名古屋市） - 枇杷島分岔點 - 西枇杷島車站 - 二杁車站 - 新川橋車站 - 須口車站 - 丸之內車站 - 新清洲車站 - （稻澤市→）
  - 犬山線：枇杷島分岔點 - 下小田井車站 - （名古屋市→）
  - 津島線：須口車站 - （海部市→）
- 东海交通事业
  - 城北线：枇杷島車站 - 尾張星之宮車站 - （名古屋市→）

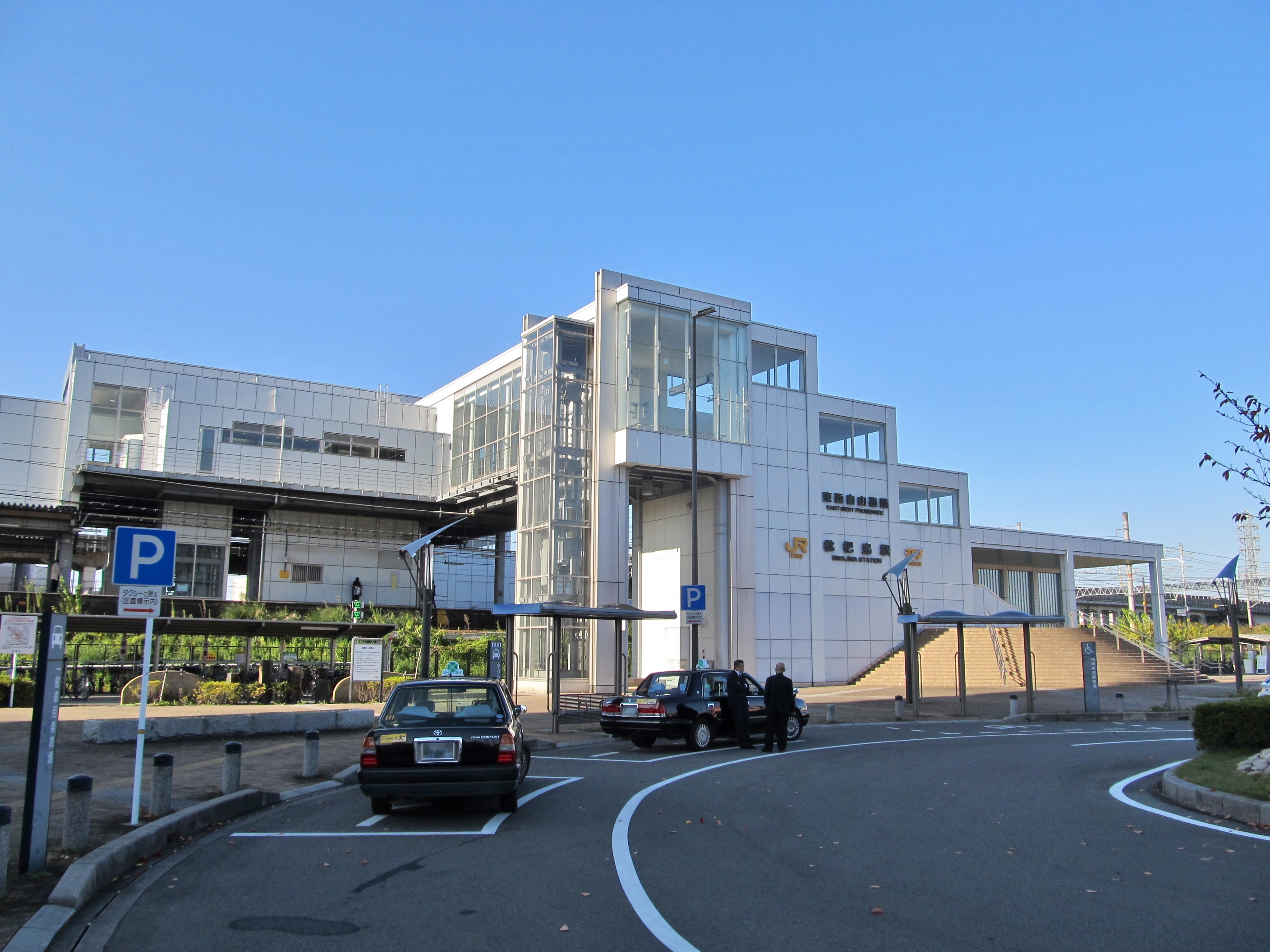
JR枇杷島車站
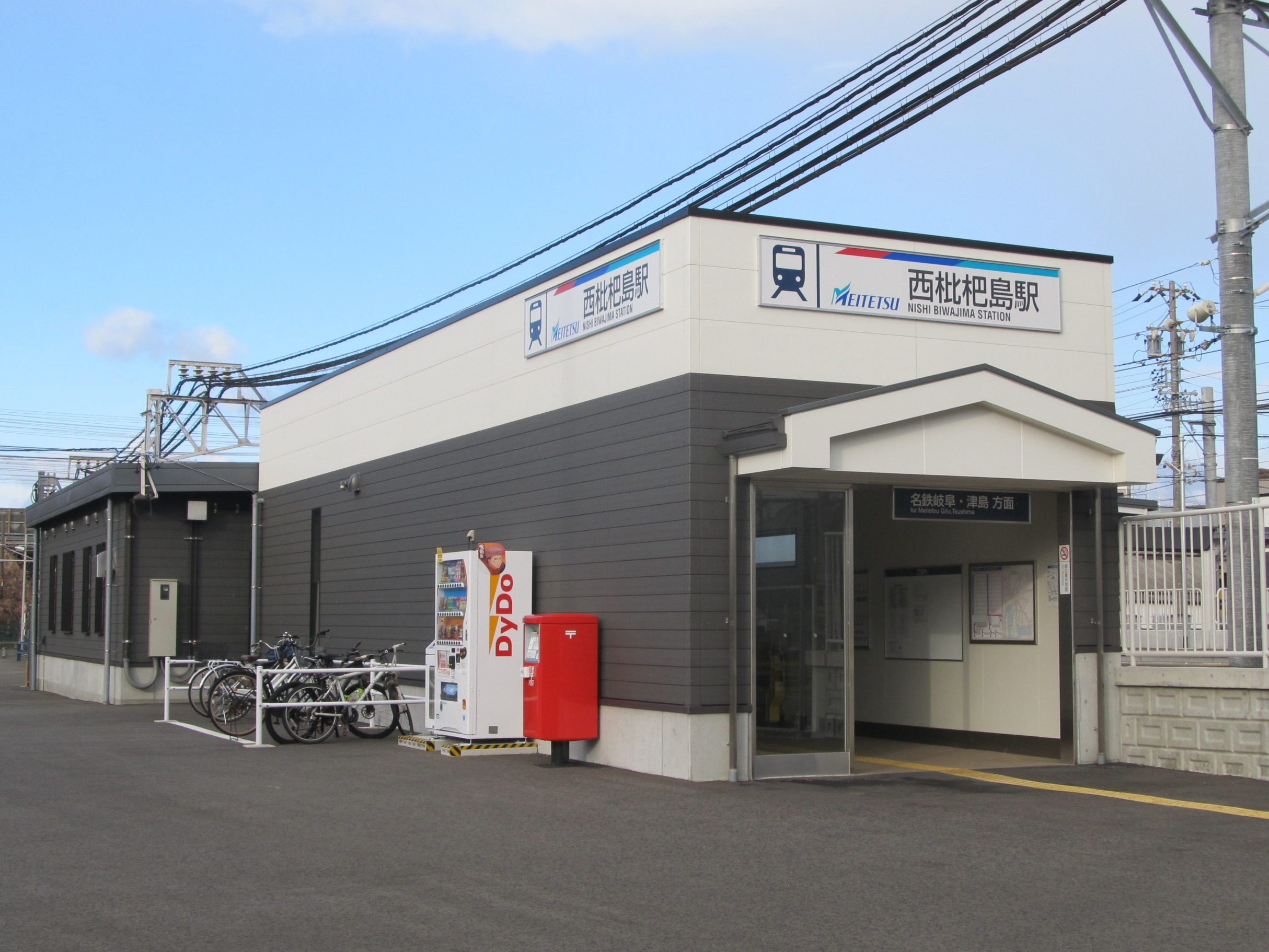
枇杷島車站
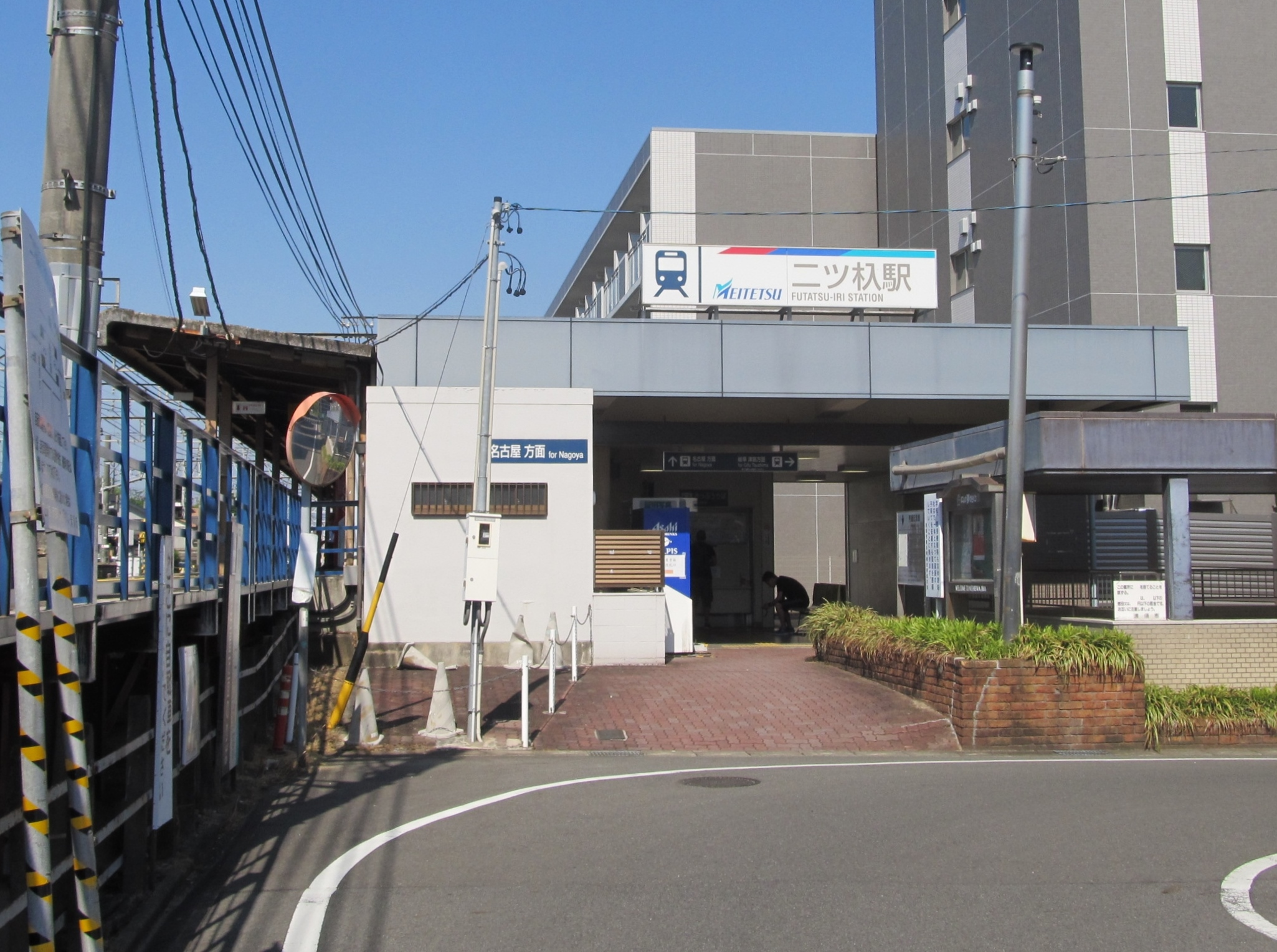
名鐵二杁車站
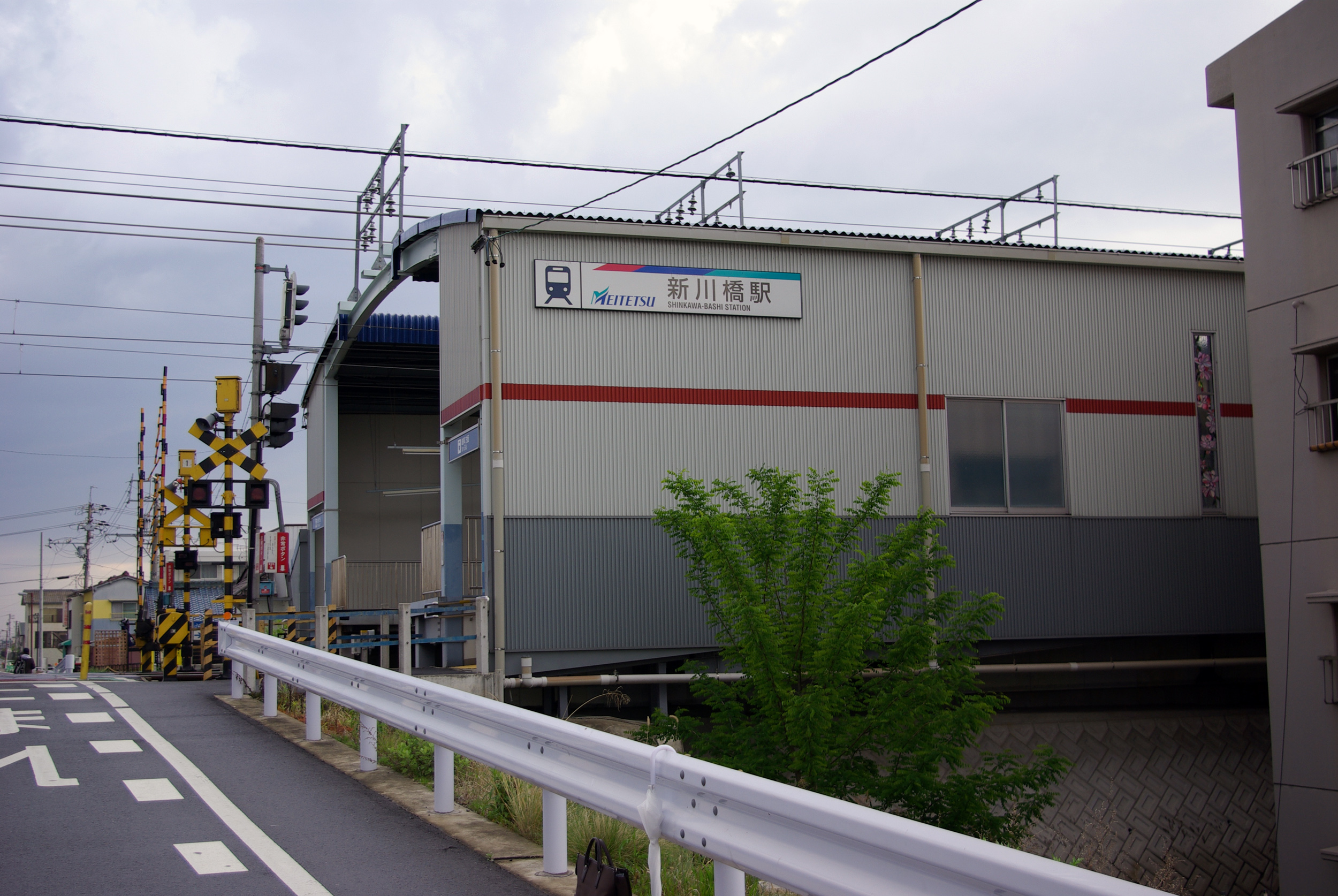
名鐵新川橋車站
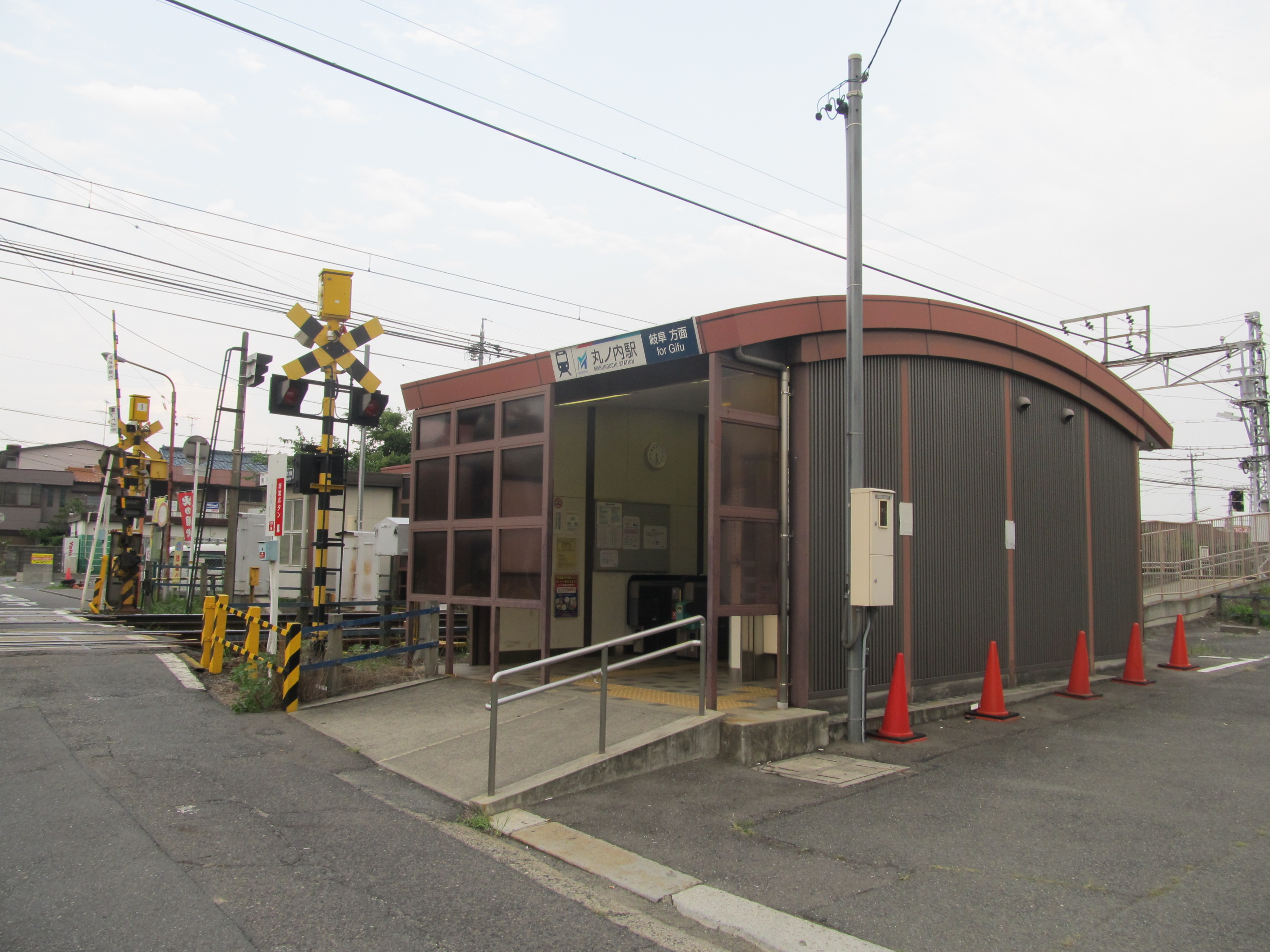
名鐵丸之內車站
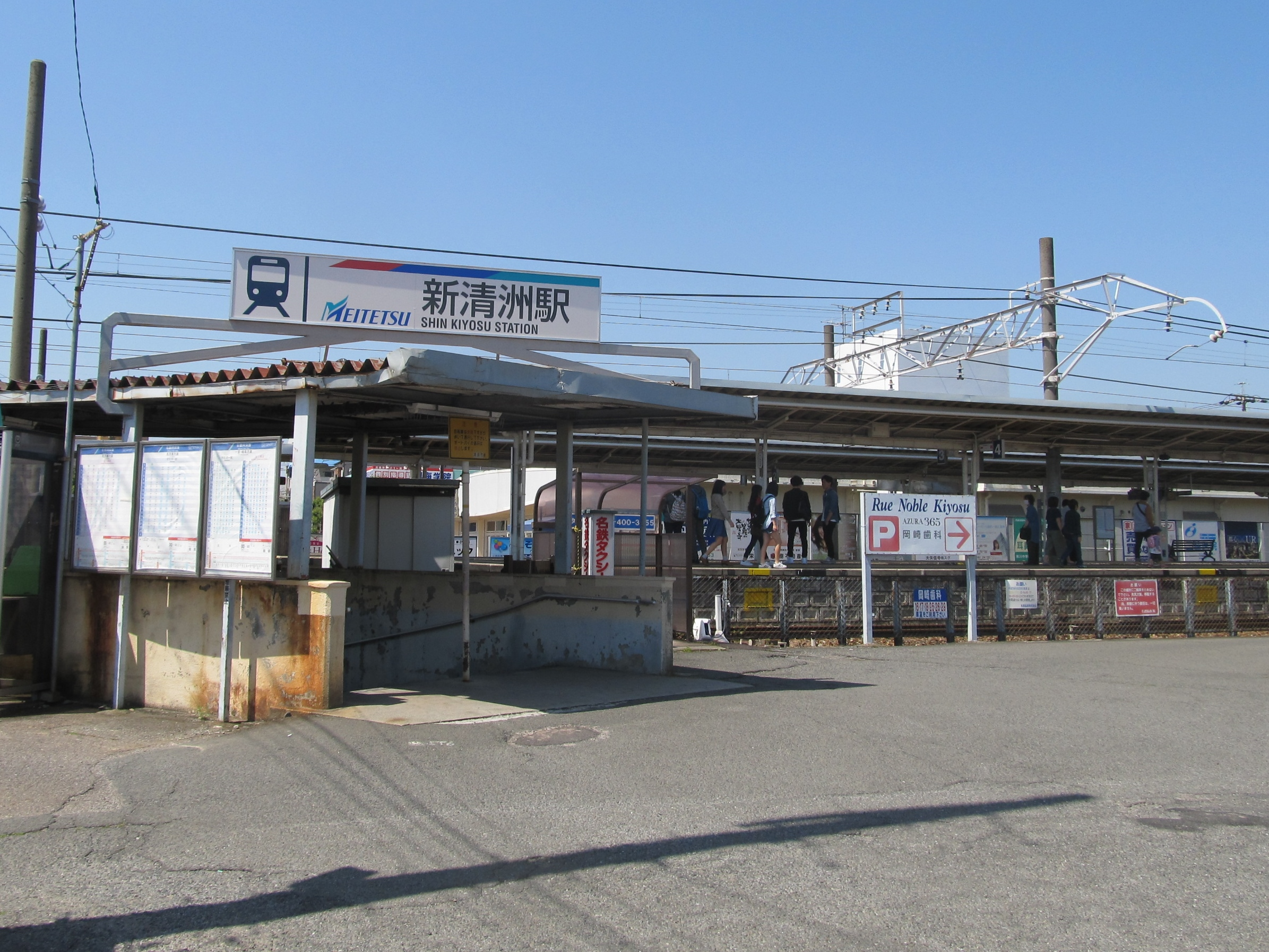
名鐵新清洲車站
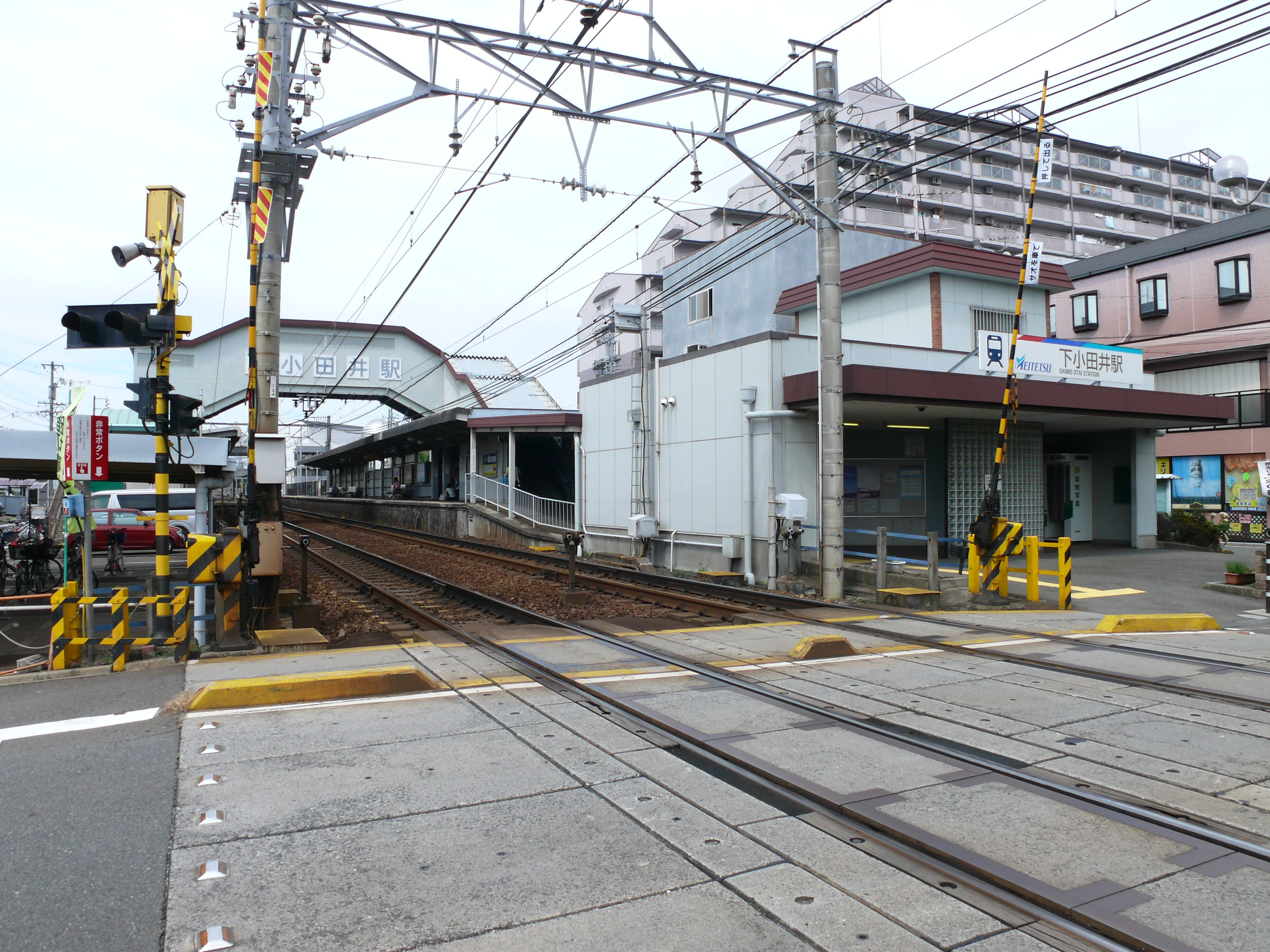
名鐵下小田井車站
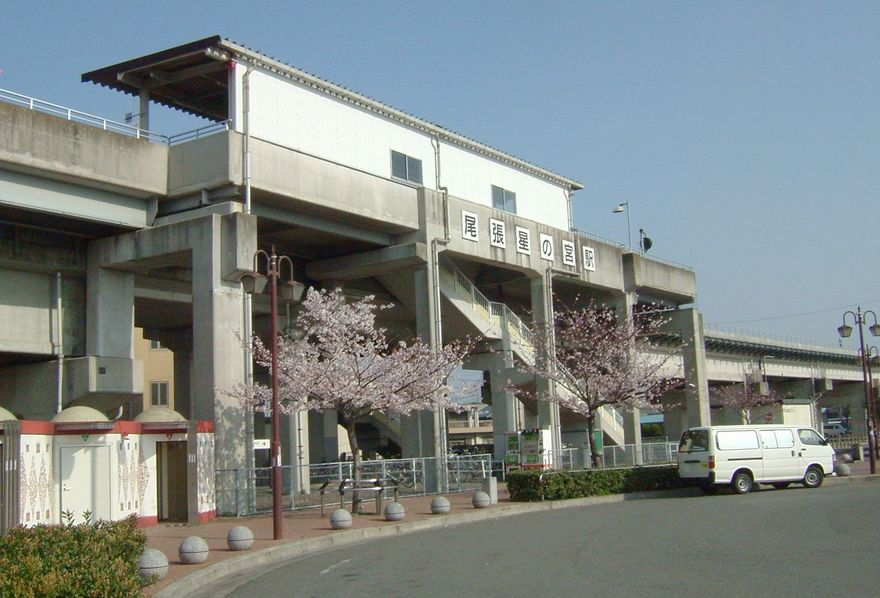
东海交通尾張星之宮車站

### 公路
- 名古屋第二環狀自動車道：（名古屋市） - 清洲系統交流道/清洲東交流道 - 清洲西交流道 - （海部市）
- 名古屋高速6號清須線：（名古屋市） - 清須出入口 - 清洲系統交流道 - （名古屋高速16號一宮線）
- 名古屋高速16號一宮線：（名古屋高速6號清須線） - 清洲系統交流道 - 春日出入口 - （北名古屋市）

## 觀光資源
雖然原本的清洲城早在17世紀時已被拆除，直到1989年才在五條川的對岸以鋼筋混泥土結構新建了模擬天守，但由於過去清洲城並未留下外觀及規模的歷史資料，現在的模擬天守是參考了16世紀天守的造型所設計，其內用於展示清須當地的歷史資料。位於五條川旁的清洲城原址現在已被鐵路和東海道本線及東海道新幹線穿過，其西側部分現在被規劃清洲公園，現在的清洲公園及五條川沿岸是清須市的賞櫻景點；東側部分由於曾挖掘出過去的石垣遺跡，現在被規劃為清洲古城跡公園。
位於市區東側的朝日遺跡為日本目前在東海地方發現規模最大的彌生時代環濠集落，目前在遺址周邊除了展示部分過去挖掘出的遺址現況，還設有「愛知縣清洲貝殻山貝塚資料館」及「愛知朝日遺跡博物館」。
日本的咖哩飯連鎖餐廳「CoCo壹番屋咖哩」的經營公司壹番屋由於在1978年成立的第一家創始店即位於轄內的西枇杷島町地區，該店的二樓現被規劃為其企業博物館「壹番屋紀念館」，展示企業的歷史資料；該館雖然可以免費參觀，但須事先預約。

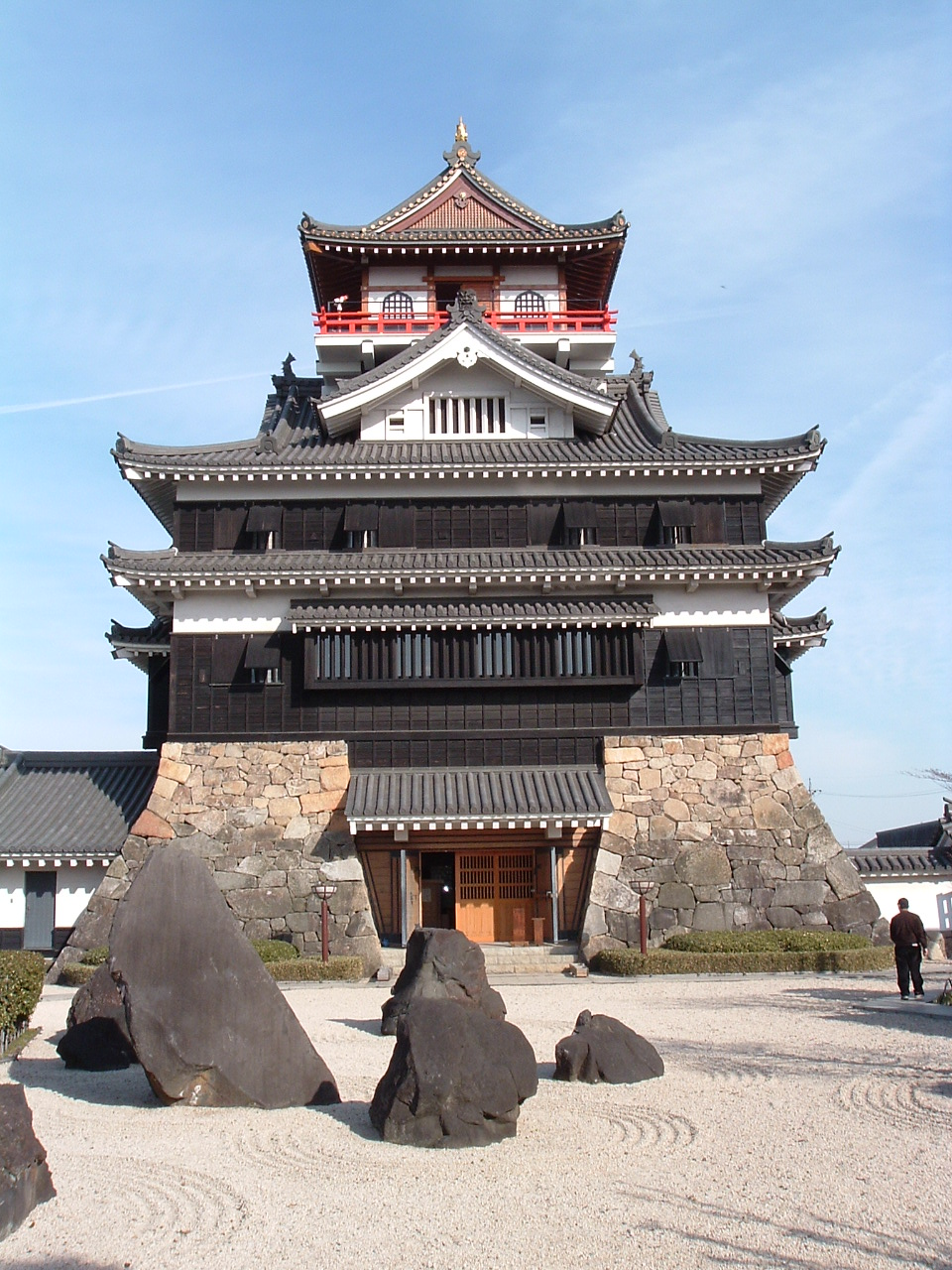
清洲城模擬天守
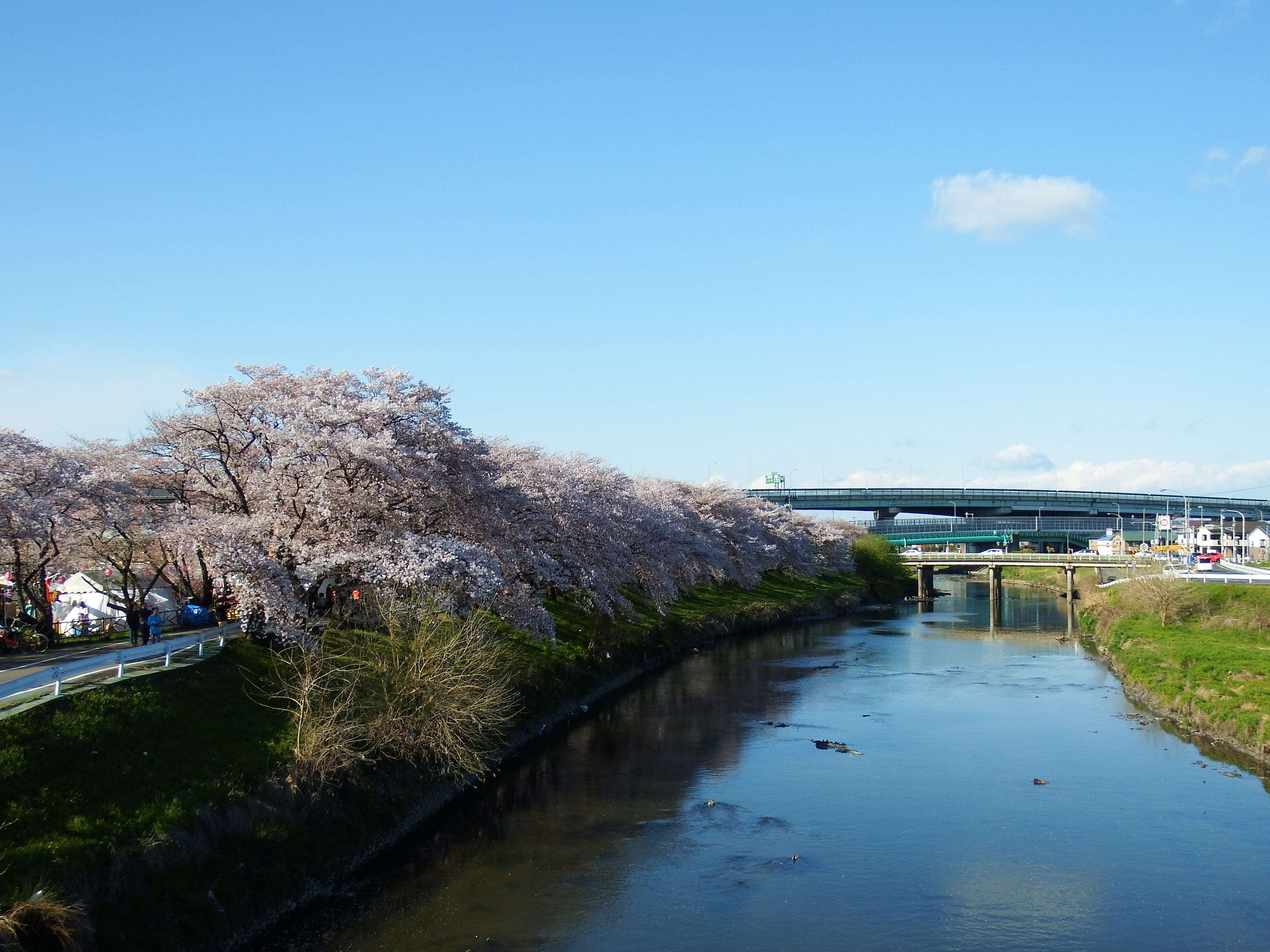
清洲城遺址旁的五條川
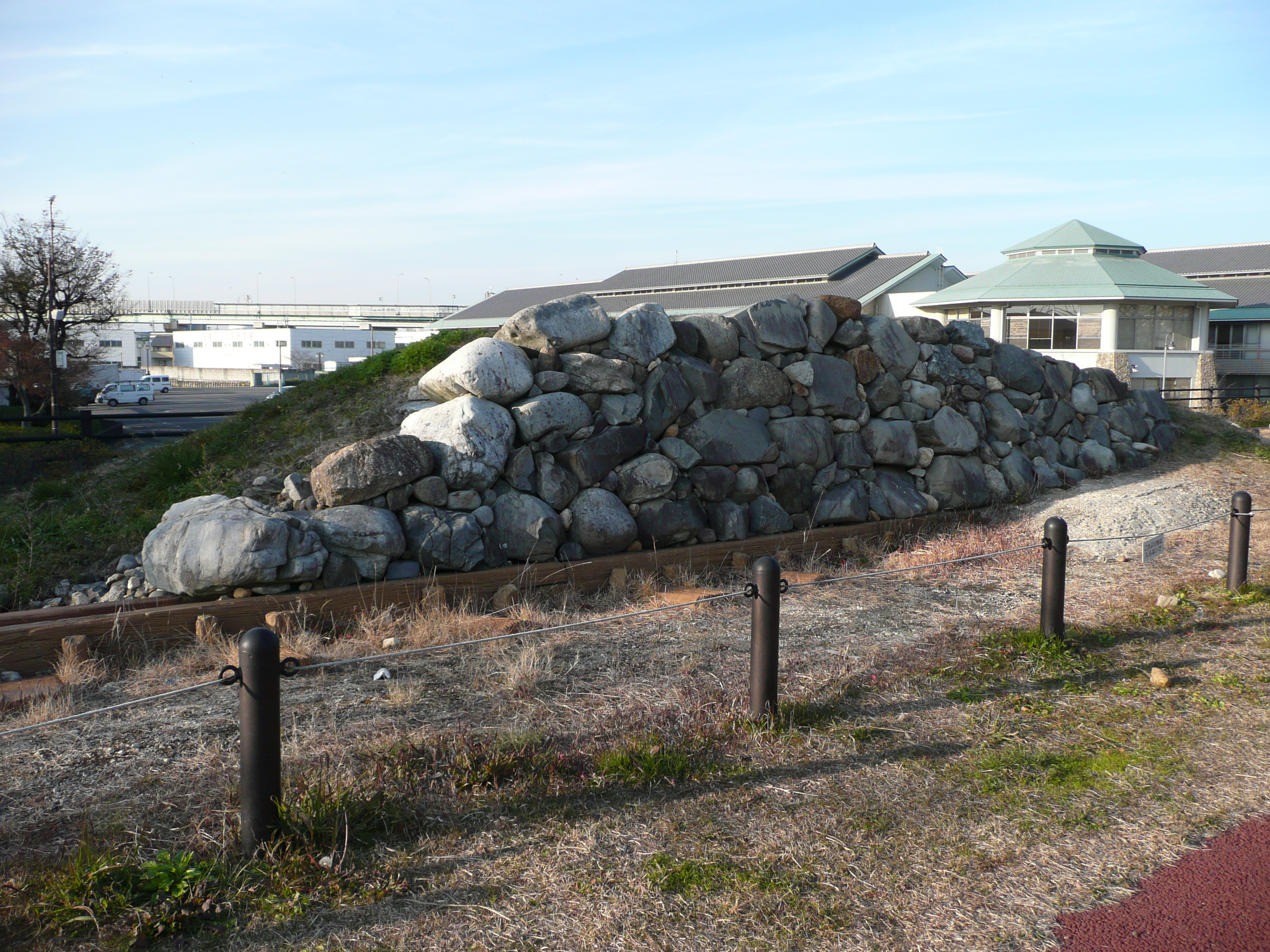
清洲城石垣遺跡
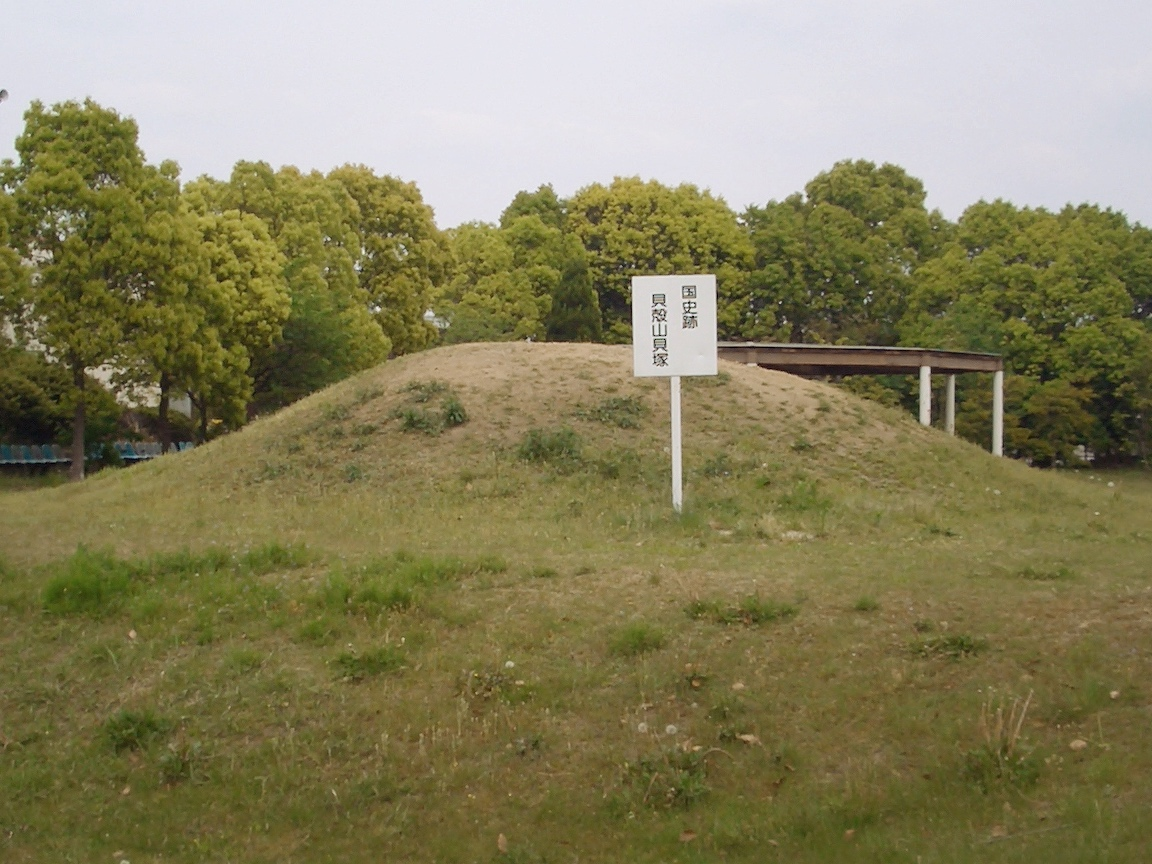
朝日遺跡的貝塚
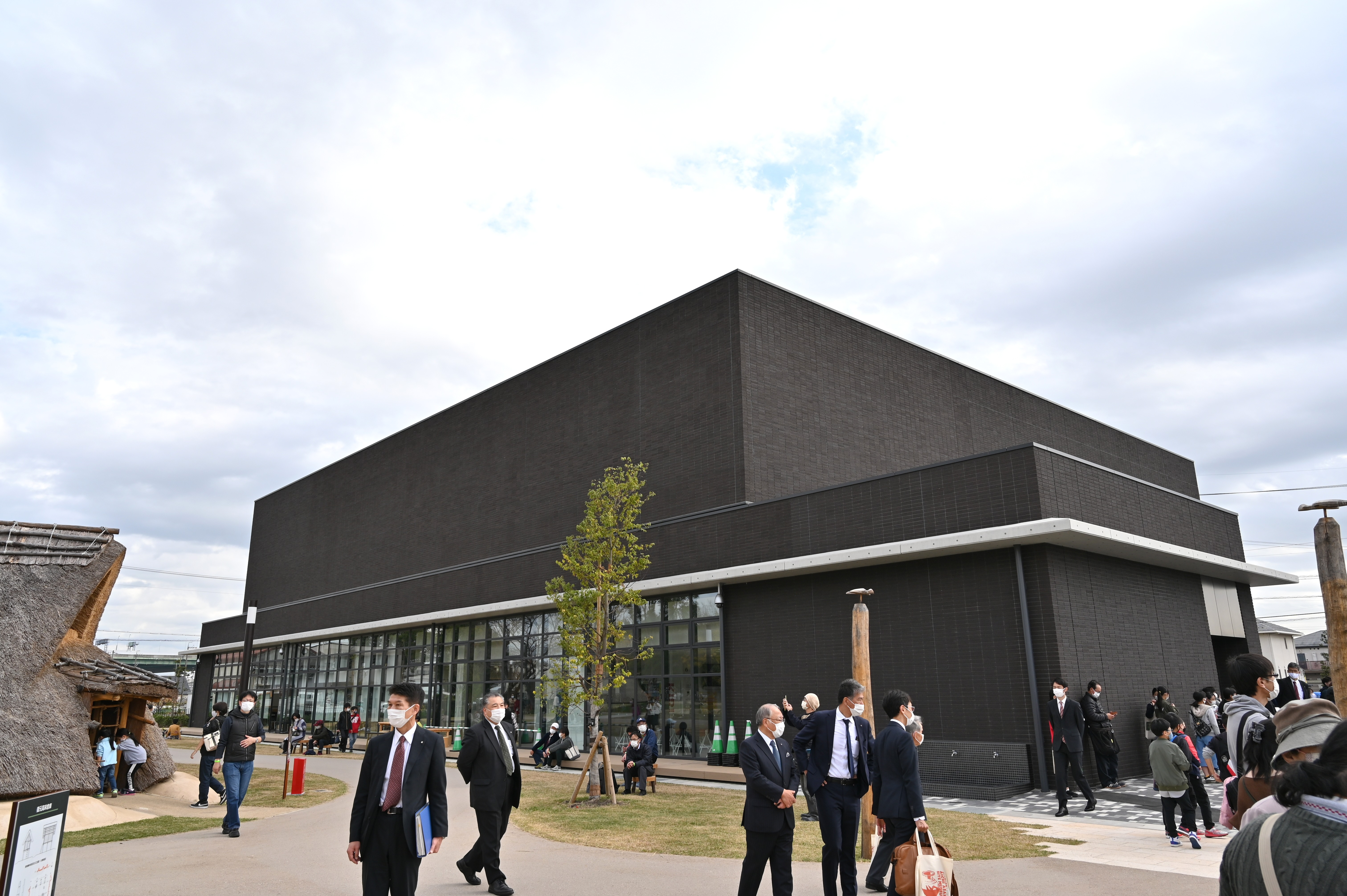
愛知朝日遺跡博物館

## 教育

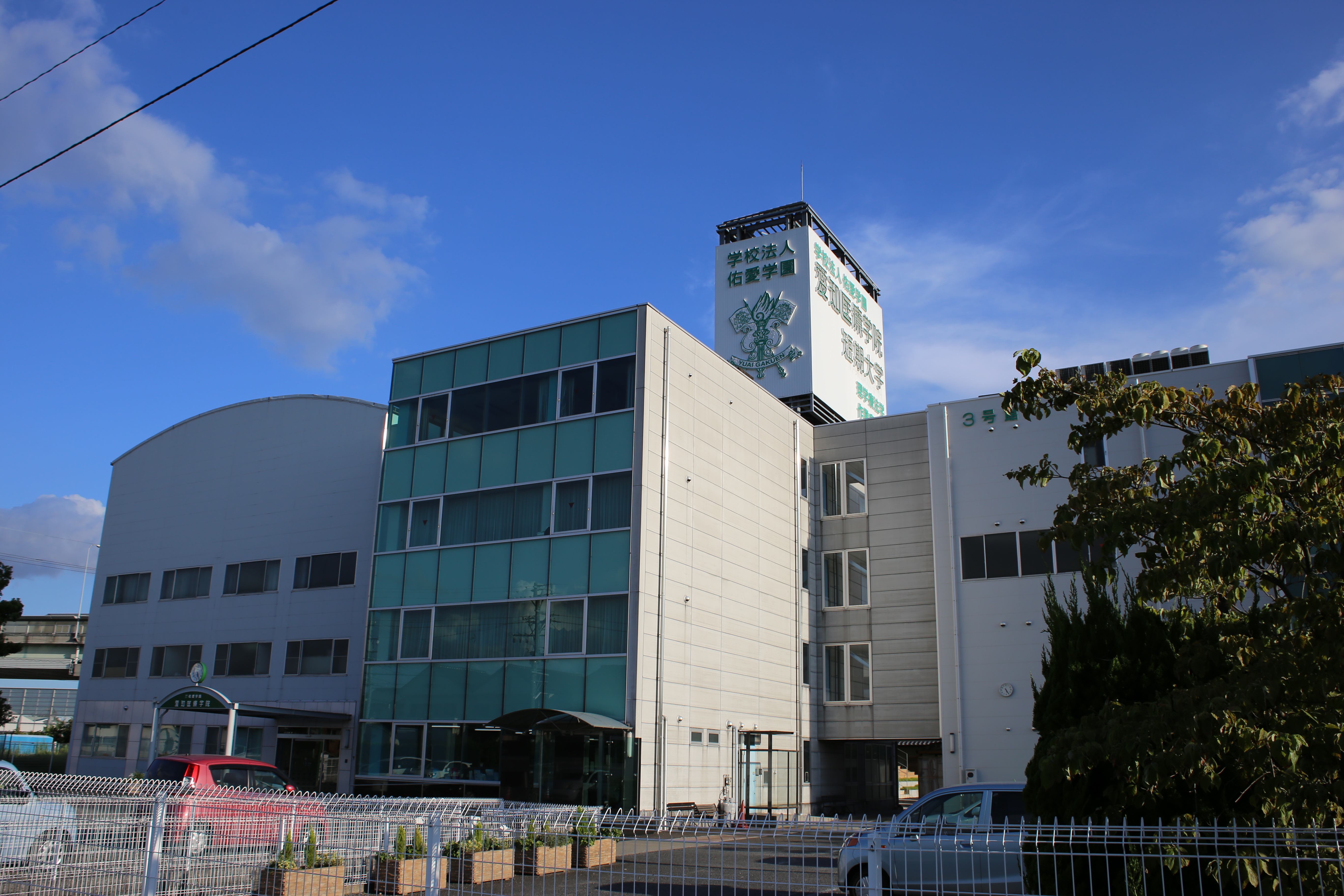
愛知醫療學院短期大學

位於市區內以復健醫學科為主的爱知医疗学院短期大学為轄內唯一的高等教育學校。
市內人口雖超過六萬人，但也僅有一所高級中等教育學校－愛知縣立新川高等學校。

## 姊妹、友好城市

### 海外
- 赫雷斯-德拉弗龙特拉（西班牙安達盧西亞加的斯省）
過去在1996年由清洲町與其締結為姊妹城市，2005年清洲町合併為清須市後，兩地於2008年繼續締結為姊妹城市。[14]

## 外部連結
- （日語） 清須市觀光協會 （页面存档备份，存于）